# وایهی دیلی تلگراف
وایهی دیلی تلگراف روزنامه‌ای بود که در وایکاتو، نیوزیلند منتشر می‌شد. این روزنامه از سال ۱۹۰۱م. تا ۱۹۵۱م. منتشر شد. و در آینده روزنامه وایهی کرونیکل جایگزین آن شد.